# Zathura: A Space Adventure
Zathura: A Space Adventure is een Amerikaanse film uit 2005, geregisseerd door Jon Favreau. De film is gebaseerd op het gelijknamige boek van Chris Van Allsburg.
De film is een semi-vervolg op Jumanji. Beide films draaien om hetzelfde thema: een bordspel dat de spelers doet belanden in een andere wereld. Zowel Jumanji als Zathura zijn gebaseerd op boeken van Chris Van Allsburg.

## Verhaal
Twee broers, Walter en Danny, ontdekken in de kelder van hun huis een bordspel met als thema ruimtevaart. Ze besluiten het te gaan spelen. Doel van het spel is met een pion het eind van het bord te halen. Het aantal vakjes dat een pion mag lopen wordt weergegeven op een automatische teller welke een speler moet activeren met een sleutel. Na elke beurt moet een speler een kaart pakken.
Al snel blijkt het spel bovennatuurlijke krachten te hebben. Het huis van de twee jongens bevindt zich plotseling in de ruimte, en alle gebeurtenissen die beschreven staan op de gepakte kaarten worden werkelijkheid. Om weer huiswaarts te kunnen keren, moeten de jongens hun ruzies vergeten en het spel uitspelen. Ze worden bijgestaan door hun zus Lisa en een astronaut die plotseling verschijnt als gevolg van een van de kaarten.
Het viertal komt oog in oog te staan met meteorietenregens, zwarte gaten, een op hol geslagen robot en een buitenaards ras genaamd de Zorgons, hagedisachtige monsters.
Uiteindelijk blijkt de astronaut een toekomstige versie van Walter te zijn, afkomstig uit een alternatieve tijdlijn. In die tijdlijn bemachtigde Walter de speciale gouden kaart, welke een speler in staat stelt een wens te doen. Bij het pakken van deze kaart verschijnt tevens een vallende ster(volgens de folklore mag men bij het zien van een vallende ster een wens doen) Hij wenste toen dat Danny nooit was geboren. Te laat besefte Walter dat hij zonder Danny het spel niet kon uitspelen. Daardoor bleef hij in het spel en werd uiteindelijk een van de personages. Wanneer de jonge Walter de gouden kaart bemachtigt, weerhoudt de astronaut hem ervan om dezelfde wens nog eens te doen. In plaats daarvan wenst Walter (die niet weet wie de astronaut eigenlijk is, maar wel over het weggewenste broertje gehoord heeft) dat het broertje van de astronaut weer terugkeert, zodat de astronaut het spel kan verlaten. Hierop fuseren de vier kinderen met elkaar.
Uiteindelijk bereikt Danny het einde van het spel, een zwart gat, en het huis keert terug naar de aarde. Alles is weer zoals het was voordat het spel begon.

## Rolverdeling
| Acteur          | Personage      | Opmerkingen |
| --------------- | -------------- | ----------- |
| Jonah Bobo      | Danny          |             |
| Josh Hutcherson | Walter         |             |
| Dax Shepard     | Astronaut      |             |
| Kristen Stewart | Lisa           |             |
| Tim Robbins     | Dad            |             |
| Frank Oz        | Robot          | stem        |
| John Alexander  | Robot          |             |
| Derek Mears     | Lead Zorgon    |             |
| Douglas Tait    | Head Zorgon    |             |
| Jeff Wolfe      | Master Zorgon  |             |
| Adam Wills      | Captain Zorgon |             |

## Achtergrond
Ondanks dat de film goede kritieken kreeg (hij scoorde onder andere 75% op Rotten Tomatoes), werd hij gezien als een box office bomb. De film bracht in de Verenigde Staten $29.258.869 op, amper de helft van het budget van 65 miljoen. De internationale opbrengst bedroeg $35.062.632. In totaal bracht de film dus $64.321.501 op, bijna de rentabiliteitsdrempel.
Ter ondersteuning van de film werd een bordspel gelijk aan dat uit de film uitgebracht. Ook kwam er een videospel gebaseerd op de film uit.

## Prijzen en nominaties
In 2006 werd “Zathura: A Space Adventure” genomineerd voor vier prijzen, waarvan hij er 1 won.
- De Saturn Award voor beste fantasyfilm
- De Saturn Award voor beste optreden door een jonge acteur (Josh Hutcherson)
- De Young Artist Award voor beste jonge acteur (Josh Hutcherson) – gewonnen
- De Young Artist Award voor Beste acteur van 10 jaar of jonger (Jonah Bobo)